# Марк Антоний Феликс
Марк Антоний Феликс (на латински: Marcus Antonius Felix) е римски конник и прокуратор на Юдея 52 – 60 г.
Феликс и брат му Марк Антоний Палас са в кръга на важните освободени съветници в двореца на император Клавдий. Те са били роби в домакинството на Антония, майката на бъдещия император Клавдий и са освобдени през 31 г.
Двамата братя произлизали от гръцките владетели на Аркадия.
Преди 52 г. Феликс става прокуратор на Самария. След свалянето на Вентидий Куман заради конфликтите му със самаряните, Феликс получава и територията Юдея. Управлявал деспотски. Осъдил апостол Павел в Цезарея Маритима на 2 години под стража.
Феликс побеждава еврейския фалшив пророк, нарекъл се „Египтянина“, който събира 30 хил. привърженици на Елеонския хълм и иска да освободи Йерусалим от римляните. Потушава и други въстания, заповядва убийството на главния свещеник Йонатан.
Феликс се жени за три царски дъщери. През 53 г. в Рим се жени за принцеса Юлия Друзила (* 38 г.), дъщеря и единствено дете на Юлия Урания и Птолемей от Мавретания (син на Клеопатра Селена и Юба II). Тя е правнучка на Марк Антоний и Клеопатра и втора братовчедка по майка на император Клавдий. Двамата нямат деца.
През 55 г. се жени за Друзила, дъщеря на Ирод Агрипа I, което е против закона, който забранява женитба между евреи и не-евреи. С нея той има дъщеря Антония Клементиана и син, който се казва Марк Антоний Агрипа. Друзила и синът ѝ умират в Помпей при избухването на Везувий на 24 август 79 г.
След това Феликс се жени за трети път.